# Javorje, Gorenja vas-Poljane
Javorje este o localitate din comuna Gorenja vas - Poljane, Slovenia, cu o populație de 189 de locuitori.